# Сент-Эварзек
Сент-Эварзек (фр. Saint-Évarzec) — коммуна на северо-западе Франции, находится в регионе Бретань, департамент Финистер, округ Кемпер, кантон Фуэнан. Расположена в 10 км к юго-западу от Кемпера, в 6 км от национальной автомагистрали N165.
Население (2019) — 3 503 человека.

## Достопримечательности
- Церковь Святого Примаэля

## Экономика
Структура занятости населения:
- сельское хозяйство — 3,5 %
- промышленность — 45,0 %
- строительство — 7,8 %
- торговля, транспорт и сфера услуг — 34,4 %
- государственные и муниципальные службы — 9,2 %

Уровень безработицы (2018) — 7,0 % (Франция в целом —  13,4 %, департамент Финистер — 12,1 %). 

Среднегодовой доход на 1 человека, евро (2018) — 23 540 (Франция в целом — 21 730, департамент Финистер — 21 970).

## Демография
Динамика численности населения, чел.

## Администрация
Пост мэра Сент-Эварзека с 2020 года занимает Рене Рокюэ (René Rocuet). На муниципальных выборах 2020 года возглавляемый им независимый  блок победил во 2-м туре, получив 40,34 % голосов (из трех блоков).
| Период | Период | Фамилия    | Партия        | Примечания |
| ------ | ------ | ---------- | ------------- | ---------- |
| 1959   | 1967   | Жозеф Шике |               |            |
| 1967   | 2001   | Ален Гийу  |               |            |
| 2001   | 2020   | Андре Гийу | Разные правые | архитектор |
| 2020   |        | Рене Рокюэ |               |            |